# Tuffi ai campionati europei di nuoto 2024 - Trampolino 3 metri maschile
La competizione del trampolino 3 metri maschile ai campionati europei di nuoto di Belgrado 2024 si è svolta il 22 giugno 2024, presso l'Istituto serbo per lo sport e la medicina sportiva di Belgrado, in Serbia.
Il turno preliminare si è svolto alle ore 10:00. La finale si è svolta alle 16:40.

## Risultati
In verde sono indicati i finalisti
| Class   | Tuffatore           | Nazione       | Preliminare | Preliminare   | Finale          | Finale          |   |        |   |
| ------- | ------------------- | ------------- | ----------- | ------------- | --------------- | --------------- | - | ------ | - |
| Class   | Tuffatore           | Nazione       | Oro         | Gwendal Bisch | Francia         | 407.80          | 1 | 440.75 | 1 |
| Argento | Matteo Santoro      | Italia        | 392.10      | 3             | 431.55          | 2               |   |        |   |
| Bronzo  | Matthew Dixon       | Gran Bretagna | 374.75      | 5             | 431.15          | 3               |   |        |   |
| 4       | Jules Bouyer        | Francia       | 393.50      | 2             | 425.40          | 4               |   |        |   |
| 5       | Leon Baker          | Gran Bretagna | 360.50      | 8             | 406.05          | 5               |   |        |   |
| 6       | Nikolaj Schaller    | Austria       | 339.75      | 12            | 389.80          | 6               |   |        |   |
| 7       | Alexander Lube      | Germania      | 375.90      | 4             | 384.15          | 7               |   |        |   |
| 8       | Kacper Lesiak       | Polonia       | 372.55      | 6             | 376.70          | 8               |   |        |   |
| 9       | Elias Petersen      | Svezia        | 362.00      | 7             | 374.25          | 9               |   |        |   |
| 10      | Alexandru Avasiloae | Romania       | 359.90      | 9             | 362.65          | 10              |   |        |   |
| 11      | Isak Børslien       | Norvegia      | 348.85      | 10            | 315.50          | 11              |   |        |   |
| 12      | Tornike Onikashvili | Georgia       | 340.40      | 11            | 280.50          | 12              |   |        |   |
| 13      | Juan Pablo Cortés   | Spagna        | 337.25      | 13            | Non qualificati | Non qualificati |   |        |   |
| 14      | Andrzej Rzeszutek   | Polonia       | 335.15      | 14            | Non qualificati | Non qualificati |   |        |   |
| 15      | Stefano Belotti     | Italia        | 333.95      | 15            | Non qualificati | Non qualificati |   |        |   |
| 16      | Matej Nevešćanin    | Croazia       | 332.00      | 16            | Non qualificati | Non qualificati |   |        |   |
| 17      | Danylo Konovalov    | Ucraina       | 327.85      | 17            | Non qualificati | Non qualificati |   |        |   |
| 18      | Stanislav Oliferčyk | Ucraina       | 317.65      | 18            | Non qualificati | Non qualificati |   |        |   |
| 19      | Lou Massenberg      | Germania      | 300.35      | 19            | Non qualificati | Non qualificati |   |        |   |
| 20      | Sebastian Konecki   | Lituania      | 296.60      | 20            | Non qualificati | Non qualificati |   |        |   |
| 21      | Nikola Paraušić     | Serbia        | 274.55      | 21            | Non qualificati | Non qualificati |   |        |   |
| 22      | Giorgi Tsulukidze   | Georgia       | 261.05      | 22            | Non qualificati | Non qualificati |   |        |   |
| 23      | Jonas Madsen        | Danimarca     | 231.00      | 23            | Non qualificati | Non qualificati |   |        |   |
| 24      | Bogdan Savić        | Serbia        | 224.95      | 24            | Non qualificati | Non qualificati |   |        |   |
| 25      | Theofilos Afthinos  | Georgia       | 218.45      | 25            | Non qualificati | Non qualificati |   |        |   |